# فاضل كريم
فاضل كريم شاعر شعبي عراقي معاصر من مواليد 16 أغسطس 1976م.
حصل على شهادة الدبلوم في السياحة بدء مشواره الشعري في سنة 1999 وقد بزغ نجمه في منتدى الجولان ومنتدى الفارس العربي في مدينة الصدر شارك في العديد من المهرجانات المحلية ولديه مشاركه في مهرجان دمشق (مهرجان الاحتفاء بالشاعر مظفر النواب) في سوريا. أجريت معه بعض القاءات التلفزيونية في الفضائيات العراقية. لديه مجموعه شعريه بعنوان «جرح إنسان». اختفى عن الساحة الشعرية منذ سنة 2005 ولحد الآن دون أسباب تذكر عاد الشاعر للوسط الشعري في 2010م.